# Out of Bounds
Out of Bounds är det svenska punkbandet No Fun at Alls andra studioalbum, utgivet den 23 oktober 1995.
Skivan utgavs i Sverige som CD av Burning Heart Records, i Europa som CD av Burning Heart Records och Sempahore Records och i USA på LP av Revelation Records. Skivan föregicks av två EP-skivor, på vilka låtar från skivan inkluderades. Dessa var Stranded och In a Rhyme.

## Låtlista
1. "Beat 'em Down"  – 2:28
2. "Master Celebrator"  – 2:52
3. "Perfection"  – 2:27
4. "In a Rhyme" - 2:16
5. "Pleasure Is to Be Insane" – 2:44
6. "Nothing Personal"  – 2:22
7. "Don't Pass Me By" – 2:07
8. "I Have Seen"  – 3:30
9. "Out of Bounds" – 2:38
10. "Talking to Remind Me" – 4:13
11. "In a Moment" – 2:07
12. "Trapped Inside" – 2:14
13. "Invitation" – 1:59
14. "Stranded" – 2:22

## Personal
- Mikael Bojko - bakgrundssång (spår 4, 6, 9)
- Mikael Danielsson - gitarr
- Jonas Gauffin - foto
- Lasse Hansson - foto
- Ingemar Jansson - sång
- Kristen Johansson - gitarr
- Lasse Lindén - medproducent
- Mudda - layout
- No Fun at All - arrangemang, producent, mixning, layout
- Jimmie Olsson - bakgrundssång (spår 5, 7, 11)
- Kjell Ramstedt - trummor
- Pelle Saether - producent, mixning
- Henrik Sunvisson - bas, foto

## Listplaceringar
| Lista (1995) | Topplacering |
| ------------ | ------------ |
| Sverige      | 20           |

### Fotnoter
1. 1 2  ”Out of Bounds”. Discogs.com. http://www.discogs.com/No-Fun-At-All-Out-Of-Bounds/release/369096. Läst 29 mars 2012.
2. ↑  ”No Fun at All”. Discogs.com. http://www.discogs.com/artist/No+Fun+At+All. Läst 31 mars 2012.
3. ↑  Placeringar på den svenska albumlistan